# Apaches (film, 2023)
Pour les articles homonymes, voir Apache.
Pour plus de détails, voir Fiche technique et Distribution.
Apaches est un film dramatique historique français réalisé par Romain Quirot et sorti en 2023.

## Synopsis
Fin du XIXe siècle, Paris. Une jeune fille voleuse des rues, Billie, se fait emprisonner quinze ans après avoir été accusée à tort de la mort de Ficelle, son frère, à cause d'un chef de gang, Jésus. Sortie de prison, elle décide d'intégrer sa bande de voleurs, les « Apaches », pour accomplir sa vengeance. Cependant, elle devient de plus en plus séduite par ce milieu.

## Fiche technique
Sauf indication contraire, les informations mentionnées dans cette section peuvent être confirmées par les bases de données cinématographiques IMDb et Allociné,  présentes dans la section « Liens externes ».
- Titre original : Apaches
- Réalisation : Romain Quirot
- Scénario : Romain Quirot, Fannie Pailloux et Antoine Jaunin
- Musique : Yves Gourmeur
- Décors : Irène Marinari
- Costumes : Nadia Chmilewski
- Photographie : Jean-Paul Agostini
- Montage : Romain Quirot
- Son : Hortense Bailly, Guillaume Bouchateau et Vincent Cosson
- Production : Fannie Pailloux
- Sociétés de production : Apaches
- Sociétés de distribution : Tandem
- Pays de production :  France| Médias externes |                                                       |
| Images          |                                                       |
|                 | Affiche du film n°1 sur le site Allociné              |
|                 | Affiche du film n°2 sur le site Allociné              |
| Vidéos          |                                                       |
|                 | Bande-annonce du film sur le compte Youtube de Tandem |
- Langue originale : français
- Format : couleur — 2,35:1
- Genre : drame historique
- Durée : 95 minutes
- Dates de sortie :
  - France : 29 mars 2023
- Classification[1] :
  - France : tous publics avec avertissement

## Distribution
Sauf indication contraire ou complémentaire, les informations mentionnées dans cette section proviennent du générique de fin de l'œuvre audiovisuelle présentée ici.
- Alice Isaaz : Billie
- Niels Schneider : Jésus
- Rod Paradot : Polly
- Artus : Ours
- Émilie Gavois-Kahn : Berthe
- Bruno Lochet : Marius
- Dominique Pinon : Gueule de Bois
- Jean-Luc Couchard : La Flotte
- Hugo Becker : Bel Oeil
- Charles Wheeler : L'Américain
- Armelle Abibou : Nadja
- Rossy de Palma : Sarah Bernhardt
- Malik Frikah : Ficelle

## Accueil

### Accueil critique
En France, le site Allociné donne la note de 2,8⁄5, après avoir recensé 23 critiques de presse.
Globalement, la presse française est plutôt favorable au film bien que mitigée. Pour Caroline Vié de 20 Minutes, « La jubilation qui se dégage d’Apaches marie avec aisance l’action bien menée à un romantisme vénéneux pour un cocktail réussi. ».
Olivier Delcroix (Le Figaro) se montre très enthousiaste à l'égard du film. Il voit dans ce film à l'intrigue « revenge movie », « quelque chose de radical et d’ambitieux ». Il se montre positif quant à l'interprétation des personnages, aussi bien celui d'Alice Isaaz, « épatante en sœurette vengeresse », que celui de Niels Schneider, « parfait en méchant charismatique ».
Guillemette Odicino (Télérama) apprécie le fait que « Romain Quirot s'attaque, avec une énergie gamine, au film de gangsters en costumes, et lui offre une explosive héroïne féminine : Alice Isaaz s'impose avec panache et rage, en cousine de Paname de la Uma Thurman de Kill Bill ».
Mad Movies défend également le film et en particulier « la dynamique de groupe fonctionne à la fois par son assise dans un imaginaire cinématographique que le cinéaste se réapproprie avec panache, et par l'alchimie entre des comédiens venus de tous les horizons populaires ».
Un peu plus mitigé, pour Michaël Delavaud (Culturopoing), « il s’agit d’un film « vert », comme on pourrait parler d’un vin prometteur mais n’ayant pas encore atteint sa pleine maturité. ». Le critique rapproche le long-métrage au western américain, aussi bien dans les décors choisit que dans le déroulement des scénarios. « Judicieux », l'utilisation des codes du western permet au réalisateur, selon le critique, de « faire de la fin du XIXe siècle et du début du XXe un moment constitutif de ce qui fonde notre modernité ». Le critique se montre plus nuancé sur l'aspect du film, considérant que l'une des grandes faiblesses d'Apaches est son image. Cette dernière paraitrait « trop artificielle » dans une surabondance de plans numériques « montrant le paysage d’un Paris en construction qui se voudraient les plus fidèles possible à la réalité ». Cette richesse des détails et des images venant par ailleurs se heurter à un « final sans décorum et d’une sécheresse étonnante ».
Pour Nicolas Schaller (L'Obs), « cette série B, deuxième long-métrage de Romain Quirot, n’est pas sans faiblesses (scénario clichetonneux, voix off indigente, ralentis malvenus), mais l’univers fonctionne, les acteurs sont bien, et on se laisse embarquer par l’énergie pop et le sens visuel du réalisateur, qui mériteraient d’être canalisées. ».
Alain Blainvillain (Le Journal du geek) résume sa critique ainsi : « Apaches dénote dans la production française actuelle tout simplement parce qu'il ne ressemble à aucun autre. Une différence autant positive quand elle concerne la folie créative de son auteur, que négative lorsque cette même folie s’essouffle, consciente que le chemin sera encore long avant de pouvoir jouer dans la cour des grands. Néanmoins, voilà un outsider loin d'avoir fait son dernier voyage. ».
Pour le site spécialisé Écran large, Judith Beauvallet résume sa critique avec ces mots : « Apaches veut faire beaucoup de jolies choses, mais s'enferme dans un carcan de références écrasantes et dans une écriture vieillotte qui lui donnent l'air d'un mauvais remake d'un mauvais Tarantino. Quirot passe à côté d'un nouveau Mort ou Vif pour donner dans la fiction TF1 à peine améliorée. »

### Box-office
Pour son premier jour d'exploitation en France, Apaches a réalisé 5 789 entrées, dont 1 834 en avant-première, pour un total de 652 séances proposées. En comptant pour ce premier jour les avant-premières, le film se positionne en sixième place du box-office des nouveautés pour sa journée de démarrage, derrière The Lost King (6 765) et devant Sept hivers à Téhéran (5 025).
Au bout d’une première semaine d’exploitation dans les salles françaises, le long-métrage totalise 33 659 entrées, pour un total de 4 567 séances proposées. En ne comptabilisant pas les avant-premières, Apaches se classe dix-septième du box-office français hebdomadaire, derrière The Lost King et devant 65 : La Terre d'avant.
| Pays ou région | Box-office     | Date d'arrêt du box-office | Nombre de semaines |
| -------------- | -------------- | -------------------------- | ------------------ |
| France         | 47 057 entrées | 25 avril 2023              | 4                  |
| Total mondial  | 212 110 $      | -                          | -                  |

## Analyse
Le réalisateur n'imagine pas le film comme la représentation d'un manichéisme entre le bien et le mal au sein d'une société. Selon lui, il est plutôt question de « ce qui motive les gens à agir, à l'instar de Jésus qui est à la fois capable de massacrer un bourgeois à coups de pelle et en même temps de prendre soin de gamins des rues ».